# آرامگاه امامزاده محمدرضا
مقبره امامزاده محمدرضا ساری مربوط به سده‌های اولیه دوران‌های تاریخی پس از اسلام است و در ساری، خیابان ملا مجدالدین و در جوار مقبره آقا ملا مجدالدین ملی واقع شده و این اثر در تاریخ ۱۵ دی ۱۳۱۰ با شمارهٔ ثبت ۱۵۳ به‌عنوان یکی از آثار ملی ایران به ثبت رسیده است.